# Olympische Sommerspiele 2008/Teilnehmer (Togo)
| Gelbes Symbol für Goldmedaillen mit stilisierten Olympischen Ringen | Graues Symbol für Silbermedaillen mit stilisierten Olympischen Ringen | Braundes Symbol für Bronzemedaillen mit stilisierten Olympischen Ringen |
| ------------------------------------------------------------------- | --------------------------------------------------------------------- | ----------------------------------------------------------------------- |
| —                                                                   | —                                                                     | 1                                                                       |

Togo nahm 2008 zum achten Mal an Olympischen Sommerspielen teil. Für die Olympischen Sommerspiele in Peking benannte das Comité National Olympique Togolais vier Athleten. Fahnenträger bei der Eröffnungsfeier war Benjamin Boukpeti als erfolgreichster Athlet des Landes bei den Olympischen Sommerspielen 2004. Benjamin Boukpeti konnte in Peking im Kajak-Einer Slalom die erste olympische Medaille für Togo gewinnen.

## Medaillengewinner

### Bronze
| Name              | Sportart | Wettkampf                 |
| ----------------- | -------- | ------------------------- |
| Benjamin Boukpeti | Kanu     | Kajak-Einer Slalom Männer |

## Teilnehmer nach Sportarten

### Judo
- Sacha Dananyoh
Männer, bis 81 kg: in der 1. Runde ausgeschieden

### Kanu

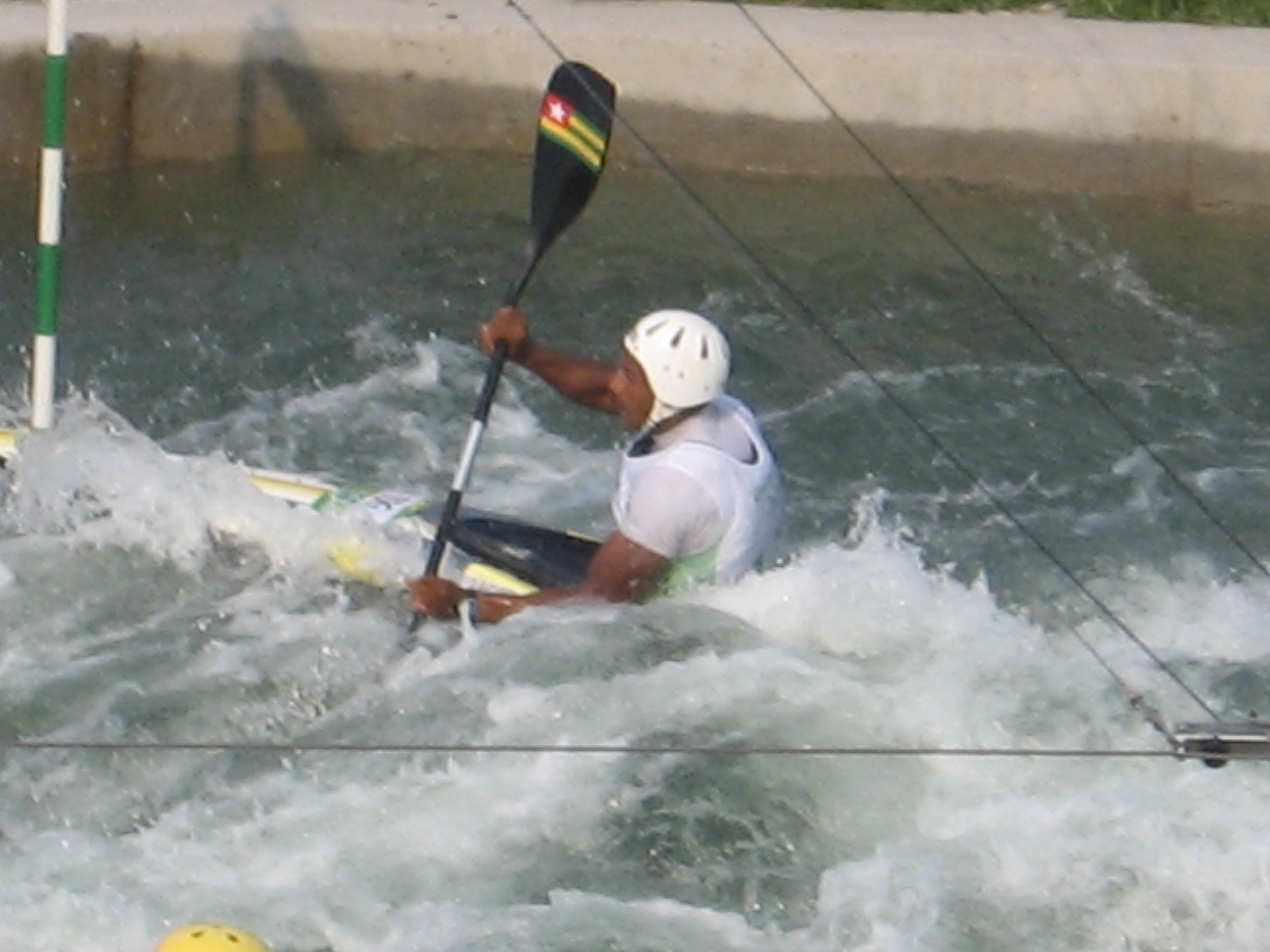
Benjamin Boukpeti bei seinem Lauf zur olympischen Bronzemedaille

#### Kanuslalom
- Benjamin Boukpeti
Männer, Kajak-Einer:

### Leichtathletik
- Sandrine Thiébaud-Kangni
Frauen, 400 m: in der 1. Runde ausgeschieden (54,16 s)

### Tennis
- Komlavi Loglo
Männer, Einzel: in der 1. Runde ausgeschieden